# Ralph Daniello
Ralph "The Barber" Daniello (1886-1925) fue un criminal neoyorquino que perteneció a la pandilla Navy Street de Brooklyn y que participó en el asesinato del entonces jefe de la familia criminal Morello, Nicholas Morello. Daniello eventualmente se convirtió en un testigo del gobierno y declaró en los juicios que destruyeron a las pandillas de la camorra napolitana en Brooklyn.

## Primeros años
El verdadero nombre de Daniello fue Alfonso Pepe. En Italia fue arrestado por atacar a una mujer y por la sospecha de estar envuelto en un asesinato. Luego de su escape de la prisión en 1906, huyó hasta el puerto francés de Le Havre, de la que partió rumbo a Nueva York a donde ingresó ilegalmente En Nueva York, Daniello se convirtió en un criminal de bajo perfil que participaba en las extorsiones de negocios. 

## Guerra Mafia-Camorra
En 1916, se vio envuelto en la Guerra entre la Mafia y la Camorra. Fue miembro de la pandilla de Navy Street, compuesta principalmente de italianos de Nápoles. En noviembre de 1916, participó en la emboscada en la que se asesinó a Nicholas Morello y Charles Ubriaco. Estos asesinatos fueron parte de una guerra en desarrollo entre la familia criminal Morello, parte de la tradicional mafia siciliana establecida en Manhattan y la camorra establecida en Brooklyn. Durante esta época, una organización criminal usualmente consistía de individuos del mismo clan, pueblo o región de Italia. En años posteriores, las pandillas se basarían más en familias individuales y permitirían a cualquier persona de origen italiano convertirse en un miembro pleno.

## Oculto
Tras ser citado por acusaciones de robo y secuestro, Daniello decidió que no era seguro permanecer en Nueva York. En mayo de 1917, él y su novia huyeron hacia Reno, Nevada. En julio de 1917, el Departamento de Policía de Nueva York (NYPD) expidió una orden para el arresto de Daniello por el asesinato del 7 de mayo de Louis DeMarro en Brooklyn. Mientras tanto, Daniello y su novia estaban quedándose sin dinero en Reno. Él escribió a la pandilla camorrista pidiendo ayuda pero estos ignoraron sus pedidos. Daniello fue eventualmente arrestado en Nevada y extraditado de vuelta a Nueva York.

## Informante
Enfrentando acusaciones de asesinato, hurto mayor y perjurio, Daniello empezó a contarle a la policía todo sobre la pandilla de Navy Street y su conexión con los asesinatos de Morello y Ubriaco. Proveyó evidencia sobre 23 asesinatos. Varios jurados emitieron 21 acusaciones en noviembre de 1917.
Los fiscales de Nueva York ofrecieron a Daniello un acuerdo si aceptaba testificar contra Alessandro Vollero, el líder de la Camorra. Daniello, que había asistido a varias reuniones importantes con Vollero, aceptó el acuerdo. En 1917, Vollero fue extraditado a Nueva York y acusado de los asesinatos de Morello, Umbiaco y del apostador de Manhattan George Verrizano (del que Daniello señaló luego que había participado). El testimonio de Daniello, junto con el de "Johnny the Left" Esposito, Tony Notaro, y otros miembros de la pandilla de Navy Street y de la pandilla de Coney Island, llevaron al arresto de Vollero. El arresto de Vollero y de sus asociados marcó el fin de las pandillas de la camorra en Brooklyn.

## Muerte
Debido al abuso que recibió luego de testificar en el juicio contra Vollero, Daniello fue trasladado a otra prisión. Recibió una sentencia suspendida en consideración de su testimonio. Sin embargo, poco después fue arrestado de nuevo por atacar a un hombre en Coney Island. Daniello alegó que él disparó pensando que la víctima había sido enviado para matarlo en una vendetta de sus antiguos asociados de la pandilla de Navy Street. Fue sentenciado a cinco años en prisión. Liberado en 1925 fue asesinado en su saloon, cerca de la localidad de Metuchen en Nueva Jersey.